# Xã Hilburn, Quận Madison, Arkansas
Xã Hilburn (tiếng Anh: Hilburn Township) là một xã thuộc quận Madison, tiểu bang Arkansas, Hoa Kỳ. Năm 2010, dân số của xã này là 310 người.